# Металопрокатний завод у Ньюкаслі
Металопрокатний завод у Ньюкаслі – виробничий майданчик на сході Австралії.
У 1999-му в Нюкаслі закрили металургійний комбінат компанії BHP, проте його прокатне виробництво продовжила використовувати виділена з BHP компанія Onesteel. В 2017-му останню придбав індійський інвестор, після чого вона змінила назву на Liberty Onesteel, а у 2019-му стала InfraBuild.
Завод у Нькаслі має два прокатні стани – розрахований на випуск катанки (rod coils) потужністю 860 тисяч тонн на рік та дротовий з показником 160 тисяч тонн.
Сортову заготовку для роботи майданчику постачають належні тому ж власнику металургійний комбінат у Ваяллі та електросталеплавильний завод у Сіднеї.